# 16-os villamos (Prága)
A prágai 16-os jelzésű villamos a Kotlářka és a Lehovec között közlekedik. Egyes járatok Sídliště Řepy és Kotlářka között is közlekednek.

## Útvonala
| Lehovec felé | Sídliště Řepy felé |
| --- | --- |
| Sídliště Řepy – Makovského – Plzeňská – Kotlářka – Plzeňská – Lidická – Palackého most – Palackého náměstí – Na Moráni – Kárlovo náměstí – Ječná – Jugoslávská – Náměstí Míru – Blanická – Korunní – Jičínská – Vinohradská – Jana Želivského – Pod Krejcárkem – felüljáró – Zenklova – Na Žertvách – U Balabenky – Sokolovská – Kolbenova – Kbelská – Poděbradská – Lehovec | Lehovec – Poděbradská – Kbelská – Kolbenova – Sokolovská – U Balabenky – Na Žertvách – Zenklova – felüljáró – Pod Krejcárkem – Jana Želivského – Vinohradská – Jičínská – Korunní – Blanická – Náměstí Míru – Jugoslávská – Ječná – Kárlovo náměstí – Na Moráni – Palackého náměstí – Palackého most – Lidická – Plzeňská – Kotlářka – Plzeňská – Makovského – Sídliště Řepy |

## Megállóhelyei
| 0  | Sídliště Řepy végállomás | 72 | 9, 10 S5 S65                         |
| 1  | Blatiny                  | 70 | 9, 10                                |
| 2  | Slánská                  | 69 | 9, 10                                |
| 3  | Hlušičkova               | 67 | 9, 10                                |
| 4  | Krematorium Motol        | 66 | 9, 10                                |
| 6  | Motol                    | 65 | 9, 10                                |
| 8  | Vozovna Motol            | 64 | 9, 10                                |
| 9  | Hotel Golf               | 62 | 9, 10                                |
| 10 | Poštovka                 | 61 | 9, 10                                |
| 11 | Kotlářka végállomás      | 60 | 9, 10, 15                            |
| 12 | Kavalírka                | 59 | 9, 10, 15                            |
| 13 | Klamovka                 | 57 | 9, 10, 15                            |
| 15 | U Zvonu                  | 56 | 9, 10, 15                            |
| 16 | Bertramka                | 55 | 9, 10, 15                            |
| 20 | Anděl                    | 53 | B 4, 5, 7, 9, 10, 12, 15, 20, 21     |
| 24 | Zborovská                | 51 | 4, 5, 7, 10, 21                      |
| 24 | Palackého náměstí        | 49 | B 2, 3, 4, 7, 10, 17, 21             |
| ∫  | Moráň                    | 47 | B 2, 3, 4, 10, 14, 18, 24            |
| 26 | Karlovo náměstí          | 45 | B 2, 3, 4, 6, 10, 14, 18, 22, 23, 24 |
| 28 | Štěpánská                | 44 | 4, 6, 10, 22, 23                     |
| 31 | I. P. Pavlova            | 41 | C 4, 6, 10, 11, 13, 22, 23           |
| 33 | Náměstí Míru             | 39 | A 4, 10, 13, 22                      |
| 36 | Šumavská                 | 36 | 10                                   |
| 37 | Vinohradská vodárna      | 34 | 10                                   |
| 38 | Perunova                 | 33 | 10                                   |
| 39 | Orionka                  | 32 | 10                                   |
| 41 | Flora                    | 30 | A 5, 10, 11, 13, 15                  |
| 42 | Olšanské hřbitovy        | 29 | 5, 10, 11, 13, 15                    |
| 43 | Želivského               | 28 | 5, 10, 11, 13, 26                    |
| 45 | Mezi Hřbitovy            | 25 | 10, 11, 26                           |
| 47 | Nákladové nádraží Žižkov | 23 | 9, 10, 11, 26                        |
| 48 | Biskupcova               | 22 | 9, 10, 11                            |
| 51 | Krejcárek                | 20 | 1, 10                                |
| ∫  | Palmovka                 | 17 | B 1, 3, 6, 8, 10, 14, 24, 25         |
| 55 | Palmovka                 | 16 | B 1, 3, 6, 8, 10, 14, 24, 25         |
| 57 | Balabenka                | 14 | 8, 14, 25                            |
| 59 | Divadlo Gong             | 13 | 14                                   |
| 60 | Poliklinika Vysočany     | 11 | 14                                   |
| 61 | Nádraží Vysočany         | 10 | B 14 R10 S2 R21 S22 S3 S34 R43 S9    |
| 62 | Špitálská                | 9  |                                      |
| 63 | Poštovská                | 8  |                                      |
| 65 | Kolbenova                | 7  | B                                    |
| 66 | Nový Hloubětín           | 5  |                                      |
| 67 | Vozovna Hloubětín        | 5  |                                      |
| 68 | Starý Hloubětín          | 4  | 8, 25                                |
| 69 | Kbelská                  | 3  | 25                                   |
| 70 | Hloubětín                | 2  | 25                                   |
| 71 | Sídliště Hloubětín       | 1  | 25                                   |
| 73 | Lehovec végállomás       | 0  | 25                                   |